# Distretto di Chambara
Il distretto di  Chambara è uno dei diciassette distretti della provincia di Concepción, in Perù. Si trova nella regione di Junín e si estende su una superficie di 103,27  chilometri quadrati.